# (1799) Koussevitzky
(1799) Koussevitzky – planetoida z pasa głównego planetoid okrążająca Słońce w ciągu 5 lat i 96 dni w średniej odległości 3,02 au. Została odkryta 25 lipca 1950 roku w Goethe Link Observatory (Indiana Asteroid Program) w Brooklynie w stanie Indiana. Nazwa planetoidy pochodzi od Siergieja Kusewickiego (1874-1951), dyrygenta pochodzenia rosyjskiego, mieszkającego w USA. Przed nadaniem nazwy planetoida nosiła oznaczenie tymczasowe (1799) 1950 OE.